# Ditassa olivaestevae
Ditassa olivaestevae är en oleanderväxtart som beskrevs av G. Morillo. Ditassa olivaestevae ingår i släktet Ditassa och familjen oleanderväxter. Inga underarter finns listade i Catalogue of Life.